# Eulenhof (Breitenau)

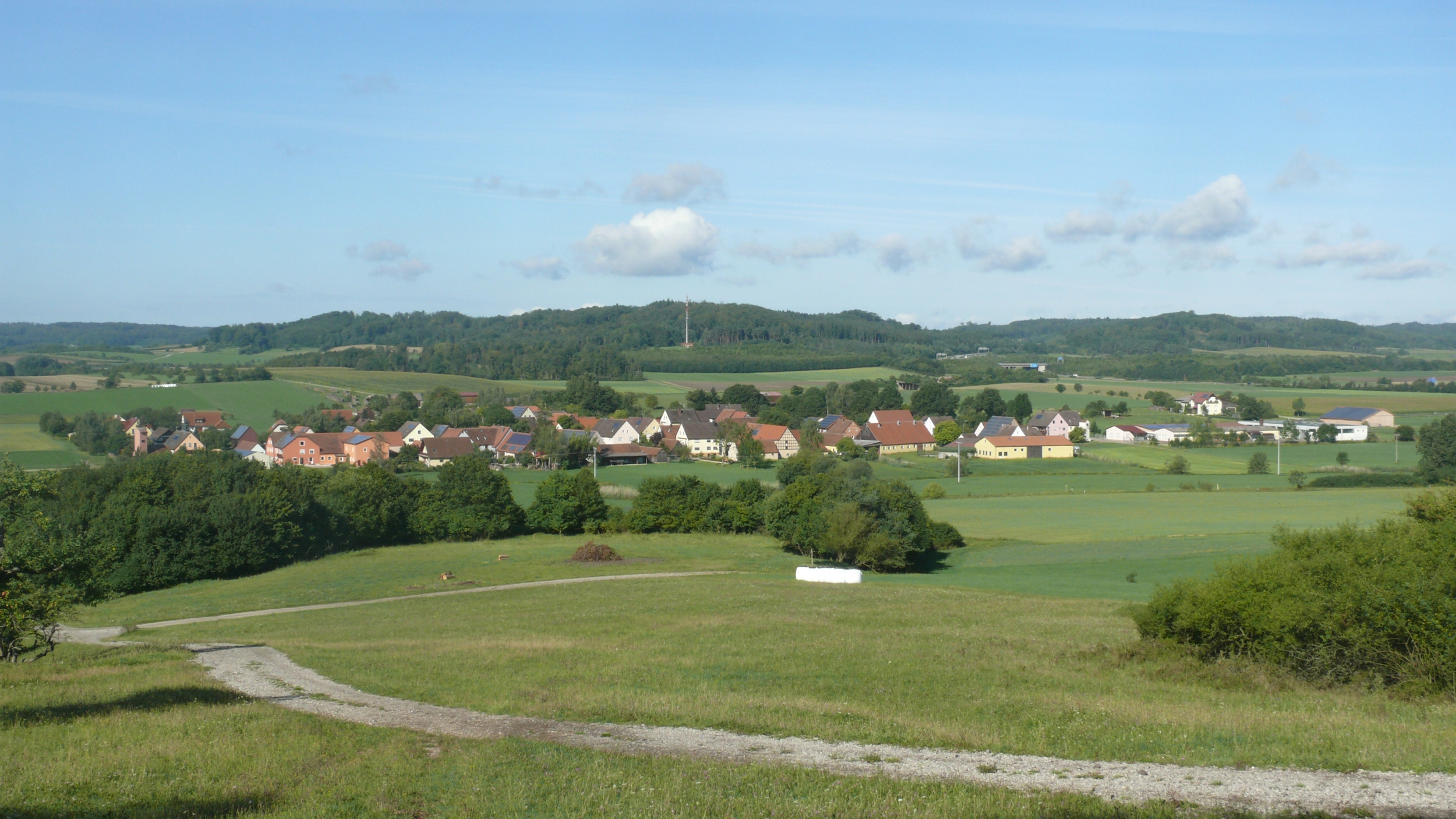
Blick vom Mühlberg in Richtung Ungetsheim

Der Eulenhof war ein Einödhof nahe bei Feuchtwangen im Landkreis Ansbach (Mittelfranken, Bayern). Eulenhof lag in der Gemarkung Breitenau.

## Lage
Der Eulenhof befand sich ca. 250 m abseits der Kreisstraße AN 36 auf einer Höhe von 509 bis 516 m ü. NHN, etwa auf halbem Weg zwischen den Ortschaften Breitenau und Gehrenberg. Westlich steigt das Gelände zum 527 m hohen Mühlberg an, über dessen Höhenzug die Wasserscheide zwischen der Wörnitz und der Sulzach verläuft. 3 km östlich führt im Tal der Sulzach die Bundesstraße 25 vorbei, die dort Romantische Straße genannt wird.

## Beschreibung
Das Wohnhaus war als einstöckiges Köbler-Haus mit Fachwerkgiebel in fränkischer Bauart ausgeführt. Es gab des Weiteren einen Brunnen, eine Scheune und einen Stall in Massivbauweise sowie einen 70 m² großen Weiher. Ungefähr 200 Meter nördlich (direkt am Durchgangsweg) stand ein kleines Gesindehaus mit Schafstall; 350 Meter südöstlich befand sich ein weiterer, 250 m² großer Weiher. Das kleine Gehöft, dessen Bauten im bayerischen Urkataster von 1808 ersichtlich sind, bewirtschaftete eine Fläche von insgesamt etwa 40 Hektar.

## Geschichte
Im Kirchenbuch der evangelisch-lutherischen Gemeinde in Breitenau ist eine Ersterwähnung vom 2. April 1576 überliefert: „ein ehelich Kindt Jorg Propff zum Eulenhof mit seiner Haußfraw Babel ein Tochter. Die Gefatter Steffan Weiken Haußfraw von Dallerspach mit Namen Margaretha. Deß Kinds Nam aber Walpurg getauft worden den 2. Aprilis.“ Aus den alten Steuerbüchern verbürgt seit dem Mittelalter eine frühere Benennung als „Meylenhof“.
Eulenhof lag im Fraischbezirk des ansbachischen Oberamtes Feuchtwangen. Grundherr waren die Herren von Geyer (seit 1685 Reichsgrafen). Mit deren Aussterben im Jahr 1708 fiel ihr gesamter Besitz an den preußischen König Friedrich I. Im Jahr 1729 überließ das Königreich Preußen diesen Brandenburg-Ansbach. Bis zum Ende des Alten Reiches (1806) hatte sich an den Verhältnissen nichts geändert.
Mit dem Gemeindeedikt (frühes 19. Jahrhundert) wurde Eulenhof dem Steuerdistrikt und der Ruralgemeinde Breitenau zugeordnet.
1928 wurde der Hof abgebrochen. Nur der Brunnen und die Fundamente des Wohnhauses sind heute (deutlich kleiner) modern überbaut, die Weiher sind zugeschüttet, die ehemaligen Standorte der übrigen Gebäude sind als Obstplantage renaturiert und eingezäunt.

### Einwohnerentwicklung
| Jahr      | 001818 | 001840 | 001861 | 001871 | 001885 | 001900 | 001925 |
| Einwohner | 6      | 5      | 7      | 7      | 8      | 5      | 4      |
| Häuser    | 1      | 1      |        |        | 1      | 1      | 1      |
| Quelle    | [ 7 ]  | [ 8 ]  | [ 9 ]  | [ 10 ] | [ 11 ] | [ 12 ] | [ 13 ] |

### Religion
Der Ort war evangelisch-lutherisch geprägt und nach St. Stephan (Breitenau) gepfarrt.

## Sage
Das Wilde Heer soll in den Zwölf-Nächten/Rauhnächten (durch den Schornstein) um Mitternacht im Eulenhof aus- und eingefahren sein. Wer diesem Geisterzug begegnete musste zumindest ein Jahr mit ihm ziehen, ehe er (am gleichen Ort und zur gleichen Zeit) wieder entlassen wurde oder es geschah ihm Schlimmeres (körperliche Misshandlung, bis zum Tod durch die Geister). Ein in solcher Weise Mitgenommener verstarb in der Regel bald.
Der Ort war deshalb verrufen und wurde in der Zeit zwischen Weihnachten und dem Drei-Königs-Tag strikt gemieden (fränkisch: do geht’s um).
Volkskundlich sind die Geschichten an diesem Ort und in der näheren Umgebung interessant, da das „Wilde Heer“ genauer beschrieben wird, wie in der Sage vom
Reiter ohne Kopf
In den Nächten zwischen Advent und Weihnachten treiben die Unholden und Schreckgespenster ihr Unwesen und jagen den Leuten Schrecken und Angst ein.
Auf der Straße gen Ansbach zu treibt sich eine solche Erscheinung um. Gegen Mitternacht reitet zwischen dem Steinkreuz und der Stadtgrenze von Leutershausen und den Steinkreuzen beim Neunkirchener Straßenwirtshaus ein Reiter ohne Kopf auf seinem feurigen Pferd. Wer bei seinem Anblick nicht die Augen verschließt oder den Blick abwendet, kann sehen, dass er seinen Kopf unter dem linken Arm trägt. Zwischen Oberramstadt und Winden hat man das Gespenst auch gesehen, genau wie zwischen Dornhausen und Binzwangen. Dort setzte sich der Reiter bisweilen den Kopf auf und rief: „Ha! Hoi!“
Die Leute aus Haslach bei Dürrwangen haben von der uralten Haslachlinde den Ruf ebenso vernommen. Der Reiter zeigte sich hier jedoch nicht, aber beim Ruf haben einige kräftige Ohrfeigen erhalten.
Andere berichten von sechs bis acht Männern, die miteinander zum Bauzenbuck bei Colmberg schwebten und gegenseitig so aufeinander eindroschen, dass sie Funken stoben.
Auch in den Wäldern im oberen Sulzachtal ist der Reiter ohne Kopf – der „Hehopp“ – bekannt, er wird nach seinem Ruf so genannt. Ist man allein in den Wäldern unterwegs und ruft „Hehopp!“, so kann es geschehen, dass der gespenstische Reiter sich zu einem gesellt und längs des Weges schweigend mitreitet oder man bekommt aus heiterem Himmel ein paar kräftige Ohrfeigen, wie in Haslach. Sein Pferd und sein Hund haben übrigens ebenfalls keinen Kopf mehr. Wer ein einziges Wort an den Reiter richtet, verschwindet auf Nimmerwiedersehen.
Das wilde Heer bei Leutershausen
In der Christnacht war ein Wagner von Büchelberg her auf seinem Heimweg nach Leutershausen. Als er in Gedanken versunken Rufe und Pfiffe hörte, schreckte er auf, denn er sah zuckende Flammen am Himmel und gespenstische Gestalten, die wie feurige Männer, dampfende Rosse, Weiber die auf Besen ritten, Leiber ohne Köpfe und Leiber die wie Tiere aussahen, Wagen, Karren, Spieße, Speere, Schilde und Stangen waren dazwischen.
Der Wagner sah einen Graben und versteckte sich in ihm, denn es graute ihm fürchterlich ob des ganzen Lärmens. Schon rauschte der Zug des wilden Heeres über ihn hinweg, als sich plötzlich vernehmen ließ: „Verdammt! Gerade jetzt muss uns das Rad brechen und der Weg ist noch so weit.“ Auf einmal rief eine Stimme aus der Menge: „Seht! Dort unten im Graben hockt ein Wagner, der soll uns das Rad wieder richten.“ Gleich darauf zerrte man ihn aus dem Graben und er musste das Rad wieder in Ordnung bringen. Als Dank steckte man ihm einige Hobelspäne und Holzstücke in die Taschen. Die Wilde Jagd raste weiter und der Lärm und das Rufen entfernte sich stetig.
Der Wagner war froh alles gut überstanden zu haben und machte sich auf den restlichen Heimweg, er lachte über seinen Lohn, leerte die Taschen und warf die Hobelspäne und die Holzreste weg.
Zu Hause angekommen räumte er die verbliebenen Reste aus den Taschen, denn er wollte die Hölzer in den Ofen werfen. Da bemerke er, dass die Taschen schwer waren: Hobelspäne und Hölzer waren aus reinem Gold!
Er lief sofort zurück und suchte nach dem weggeworfenen Lohn, aber es war vergebens, denn er fand nichts mehr.
Über diesen sagenumwobenen Eulenhof wurden viele Schauermärchen erzählt und in den zwölf Rauhnächten sollen es die Geister mit ihrem Unwesen dort besonders schlimm getrieben haben. Hier zu wohnen erforderte schon einen gewissen Heldenmut, denn als noch der Glaube an diese Geister im Volke existierte, erzählte man sich in den Rockenstuben oder beim „Harles“ viele Schauergeschichten über diesen Ort:
Das wilde Heer am Eulenhof
Wenn mer do naus nach Gueting gett,

und dann nach Gehreberg

und left dann noch a Stückla zu,

dann liegt so überzwerch

a Baurehouf links drinne no,-

mit Baame rummenum

des is a ganz besondrer Houf,

do drin getts nämli um.

So in die langa Winternächt,

wenns Licht is runter brennt.

Wenn s drunt in Bratna zwölfe schlächt,

und hat der Tog sei End:

Dann gett do drob im Eilehouf

a mords Spektakel o,

dascht manscht es kummt der jüngste Tog,

drum traut si näamer no.

Do kummt von Leiterschhause her,

vom Kloschterwald dort ro,

manchmal a von der Hardt sell drib,

von Stamba hinte no,

es wüeti Heer mit Sack und Pack,

mit Wecha, Hund und Geil,

mit Hussa-Gschrei, mit Hü und Ho,

und mit am mords Geheil.

Ganz vorna weg, do reit a Mo

der hat sein Kopf im Arm.

Und Eila fliega um ihn rum –

oft is a ganzer Schwarm.

Und hinterher die Reiter all,

des pfeift und heilt und gellt,

Und neba weg, do sauset Hund,

des fletscht und kläfft und bellt.

So saust es wild Heer durch die Luft dohi,

zum Eilehouf grodaus

do fährts zum Schlot dann owa nei,

will unta widder ’naus.

Doch walls kan Ausgang nirgeds find,

fährts rum im Schlot a Weil,

af amol reißts a Kachl raus

und saust dann fort in Eil.

Der Eilebauer waaß des scho,

dem is bloß um sei Haus.

Drum secht er si: „Mi kriegt dr net,

i laß die Kachl drauß.“

Und sou hat er die Zeit sei Ruh,

konn schlofa in seim Haus,

wenns wild Heer kummt, sausts nei zum Schlot

und unta widder naus. --

Vor kurzem geh af Bratne i,

am Eilehouf verbei,

„Woß is denn des?“ So fohr i zamm.

„Des wild Heer werds doch net sei?“.

O naa! Zwa Baure stehna dort

und loda Stana auf,

die Scheire hewas scho eingle-icht

und bald kummt dro es Haus.

Dann hat der Eilehof sei Ruh,

vergessa werd die Gschicht.

Drum hob is no derzäilt amol

mit meinem klaan Gedicht.

Aus: Heimatkunde des Bayerischen Grenzboten, Amts- und Anzeigeblatt für das Bezirksamt Feuchtwangen sowie für die Städte u. Amtsgerichts-Bezirke Feuchtwangen und Herrieden; Verlag Sommer & Schorr Feuchtwangen; Ausgabe 12/1929
Eine annähernd gleiche Sage existiert von der Gelsmühle mit der Teufelsmauer.

## Weblink
- Eulenhof in der Ortsdatenbank des bavarikon, abgerufen am 19. August 2021.